# Kawamoto
Kawamoto (jap. 川本町 Kawamoto-machi) – miasto w Japonii, na wyspie Honsiu, w prefekturze Shimane. Według danych na rok 2020 miejscowość zamieszkiwało 3 248 mieszkańców , a gęstość zaludnienia wyniosła 32,2 os./km².